# 莫尔奈贝里
莫尔奈贝里（法語：Mornay-Berry，法語發音：[mɔʁnɛ beʁi]）是法国谢尔省的一个市镇，属于圣阿芒蒙龙区。

## 地理
莫尔奈贝里（47°2'56"N, 2°52'16"E）面积9.15 平方千米，位于法国中央-卢瓦尔河谷大区谢尔省，该省份为法国中部省份，北起卢瓦雷省，西接卢瓦-谢尔省和安德尔省，南至克勒兹省，东南接阿列省，东临涅夫勒省。
与莫尔奈贝里接壤的市镇（或旧市镇、城区）包括：沙西、加里尼、圣伊莱尔德贡迪伊、维勒基耶。

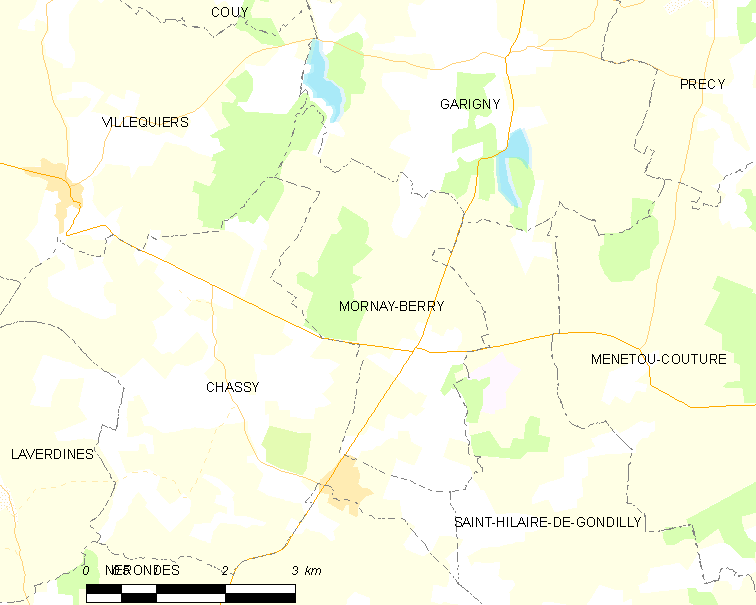
莫尔奈贝里的OSM定位图

莫尔奈贝里的时区为UTC+01:00、UTC+02:00（夏令时）。

## 行政
莫尔奈贝里的邮政编码为18350，INSEE市镇编码为18154。

## 政治
莫尔奈贝里所属的省级选区为欧布瓦河畔拉盖尔什县。

## 人口

1962-2008年间莫尔奈贝里人口变化图示

莫尔奈贝里于2022年1月1日时的人口数量为168人。